# Eckwarder Altendeich
Eckwarder Altendeich ist als Bauerschaft ein Ortsteil von Langwarden in der Gemeinde Butjadingen im Landkreis Wesermarsch.

## Geschichte
Zur Bauerschaft Eckwarder Altendeich gehören Kleihausen, Potenburg, Stelterei, Prie, Eckwarderdeich, Roddens und Roddenser Hammerich. Im Jahr 1637 wurde die erste Schule in Eckwarder Altendeich begründet. Im frühen 19. Jahrhundert hieß die Bauerschaft Kleihausen.

## Demographie
| Jahr | Einwohner |
| ---- | --------- |
| 1675 | 178       |
| 1792 | 78        |
| 1815 | 142       |
| 1855 | 249       |
| 1895 | 153       |
| 1925 | 113       |
| 1950 | 172       |
| 1961 | 113       |
| 1970 | 86        |